# Destroy All Humans. They Can't Be Regenerated.
Destroy All Humans. They Can't Be Regenerated (すべての人類を破壊する。それらは再生できない。, Subete no Jinrui o Hakai suru. Sorera wa Saisei Dekinai.) est un shōnen manga scénarisé par Katsura Ise et dessiné par Takuma Yokota, prépublié dans le magazine Monthly Shōnen Ace depuis le 26 novembre 2018 et publié par l'éditeur Kadokawa Shoten en volumes reliés.
La série suit la rivalité entre deux joueurs du jeu Magic : L'Assemblée à la fin des années 1990 et est développée en collaboration avec Wizards of the Coast.

## Personnages
Hajime Kanou (神納 はじめ, Kanou Hajime)
Voix japonaise : Yoshitsugu Matsuoka (PV)
Emi Sawatari (沢渡 慧美, Sawatari Emi)
Voix japonaise : Yumiri Hanamori (en) (PV)

## Manga
Destroy All Humans. They Can't Be Regenerated. est scénarisé par Katsura Ise et dessiné par Takuma Yokota. La série suit la rivalité entre deux joueurs du jeu Magic : L'Assemblée à la fin des années 1990 et est développée en collaboration avec Wizards of the Coast.
Avant sa prépublication, une version One shot du manga est publié dans le numéro d'octobre du Monthly Shōnen Ace sorti le 25 août 2018. La série débute sa prépublication dans le numéro de janvier du même magazine sorti le 2 novembre 2018. La fin de la série est prévue avec la sortie de son 18e volume.
Pour fêter la sortie du 3e volume le 2 novembre 2019, un « voice comic » de 23 minute est publié sur YouTube avec un doublage de Tomoya Takagi, Wataru Katoh (en), Misaki Yoshioka et Mayuko Kazama.
En mai 2024, Viz Media annonce avoir obtenu la licence pour une publication en version anglaise et sort le premier volume le 8 octobre 2024.

### Liste des volumes
| no | Japonais          | Japonais          |
| no | Date de sortie    | ISBN              |
| -- | ----------------- | ----------------- |
| 1  | 25 mai 2019       | 978-4-04-108353-6 |
| 2  | 26 août 2019      | 978-4-04-108695-7 |
| 3  | 26 novembre 2019  | 978-4-04-108854-8 |
| 4  | 26 mars 2020      | 978-4-04-108855-5 |
| 5  | 21 juillet 2020   | 978-4-04-109734-2 |
| 6  | 25 novembre 2020  | 978-4-04-109735-9 |
| 7  | 26 avril 2021     | 978-4-04-109736-6 |
| 8  | 26 août 2021      | 978-4-04-111711-8 |
| 9  | 26 avril 2022     | 978-4-04-111712-5 |
| 10 | 26 juin 2022      | 978-4-04-112559-5 |
| 11 | 25 octobre 2022   | 978-4-04-113034-6 |
| 12 | 25 mars 2023      | 978-4-04-113427-6 |
| 13 | 26 septembre 2023 | 978-4-04-113917-2 |
| 14 | 26 décembre 2023  | 978-4-04-114550-0 |
| 15 | 26 avril 2024     | 978-4-04-114950-8 |
| 16 | 25 septembre 2024 | 978-4-04-115395-6 |
| 17 | 24 janvier 2025   | 978-4-04-115817-3 |